# Al-Mughraqa
Al-Mughraqa (arabisch المغراقة, DMG al-Muġrāqa), amtlich bekannt als Abu Middein ist ein palästinensisches Dorf im Gouvernement Gaza des Staates Palästina im Gazastreifen. Nach Angaben des palästinensischen Zentralamts für Statistik hatte al-Mughraqa Mitte 2017 eine Bevölkerung von 11.458.
Der alternative Name der Stadt, „Abu Middein“, leitet sich vom Beduinenstamm Abu Middein ab, der in der Gegend lebt und Teil der größeren Stammeskonföderation al-Hanadschira ist.

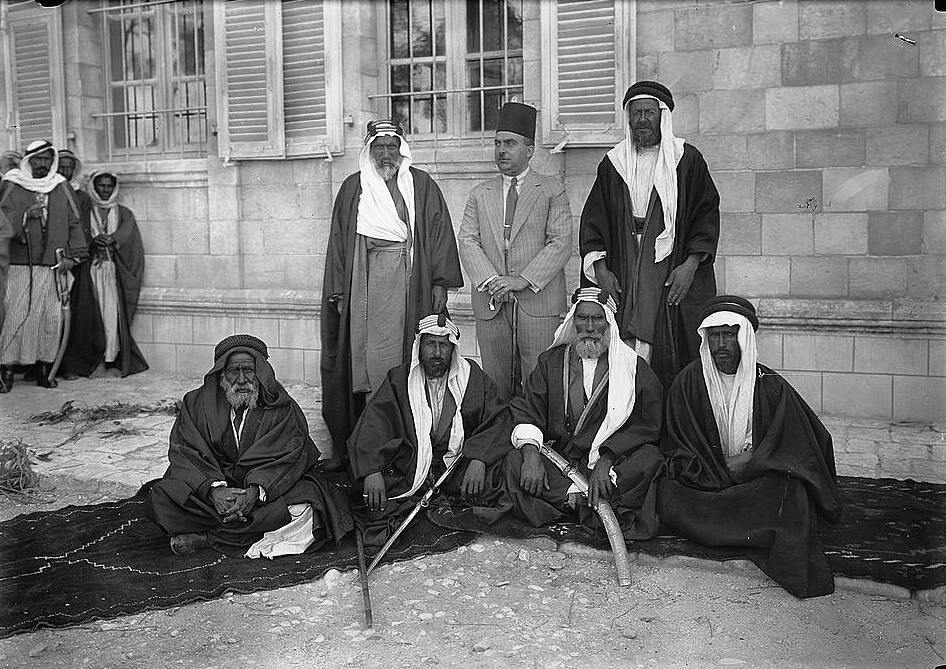
Mitglieder des Hanajira-Stammes, 1934